# باد قطبی

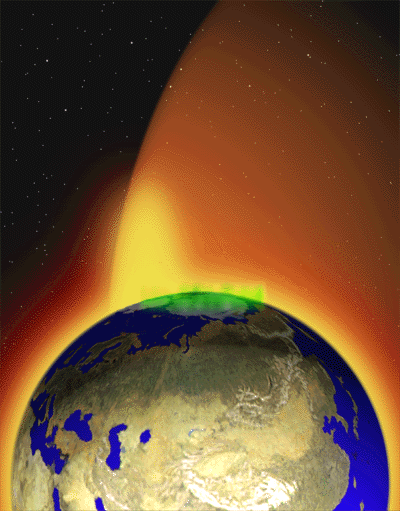
چشمه یا فواره پلاسمای زمین که یون‌های اکسیژن، هلیوم و هیدروژن را نشان می‌دهد که از مناطق نزدیک به قطب‌های زمین به فضا فوران می‌کنند. ناحیه زرد کم‌رنگی در بالای قطب شمال نشان‌دهنده گاز از دست‌رفته از زمین به فضا است؛ منطقه سبز نشان‌دهنده شفق قطبی یا محلی است که انرژی پلاسما به اتمسفر برمی‌گردد.

باد قطبی یا فواره پلاسما به خروج دائمی پلاسما از مناطق قطبی مغناطیس‌سپهر زمین گفته می‌شود که ناشی از برهم‌کنش میان باد خورشیدی و اتمسفر زمین است. باد قطبی مولکول‌های گاز در اتمسفر فوقانی را یونیزه کرده و به چنان انرژی بالایی می‌رساند که برخی از آنها به سرعت گریز رسیده و به فضا می‌ریزند. درصد قابل توجهی از این یون‌ها در درون میدان مغناطیسی زمین محدود مانده و بخشی از کمربند وان آلن را پدید می‌آورند.
این اصطلاح در سال ۱۹۶۸ در دو مقاله توسط بنکس و هولزر و توسط ایان آکسفورد ابداع شد. از آنجا که فرایند دورشدن پلاسمای یونوسفری از زمین در امتداد خطوط میدان مغناطیسی آن، مشابه دورشدن جریان پلاسمای خورشیدی از تاج خورشیدی است (باد خورشیدی)، آکسفورد اصطلاح باد قطبی را پیشنهاد کرد. ایده باد قطبی از تمایل به حل پارادوکس مقدار زمینی هلیوم سرچشمه گرفت. این پارادوکس شامل از این واقعیت است که به نظر می‌رسد هلیوم در جو زمین (از طریق فروپاشی رادیواکتیو اورانیوم و توریم) با سرعتی بیش از مقدار فرار آن از اتمسفر فوقانی تولید می‌شود. درک اینکه مقداری از هلیوم می‌تواند یونیزه شده و بنابراین در امتداد خطوط باز میدان مغناطیسی واقع در نزدیکی قطب‌های مغناطیسی از زمین فرار می‌کند (باد قطبی)، یکی از راه‌حل‌های ممکن برای حل این پارادوکس است.
پژوهش‌های بیشتر با استفاده از ابزار طیف‌سنج جرمی یون بر روی فضاپیمای داینامیکس اکسپلورر در دهه ۱۹۸۰ میلادی انجام شد. اخیراً نیز موشک ژرفاسنج SCIFER به منطقه گرمایش پلاسمایی فواره پرتاب شده است.